# Matsu Higa

Matsu Higa

Matsu Higa (bl. um 1700) lebte auf Hamahiga, Königreich Ryūkyū (heute Teil von Uruma, Präfektur Okinawa). Er war einer der ersten und prägendsten Kampfkunstexperten des Karate und Kobudo. 
Matsu Higa war Lehrer von Takahara Peichin, der danach Sakugawa Kanga, den Lehrer von Matsumura Sōkon, unterrichtete.
Von ihm entwickelte Kata
Matsu Higa no Kon, Matsu Higa no Tonfa, Matsu Higa no Sai.